# Камыш Вихуры
Камыш Вихуры (лат. Scirpus wichurae) — вид травянистых растений рода Камыш (Scirpus) семейства Осоковые (Cyperaceae).
Вид назван в честь немецкого ботаника Макса Эрнста Вихуры.

## Ботаническое описание
Многолетние травы. Корневища волокнистые. Стебли 60—120 см высотой, прямые, крепкие, трёхгранные, со слабо заметными узлами, голые, гладкие, блестящие, при основании несколько утолщённые. Листья широколинейные, до 1,3 см шириной, длинно-заострённые, по краям и килю остро-шершавые.
Соцветие до 15 см длиной, яйцевидное, или веерообразное, окружённое несколькими линейно-ланцетными, плоскими, верхушечными листьями. Колоски собраны в клубочки, по 1—5 вместе, яйцевидные, около 3 мм длиной, красновато-бурые. Кроющие чешуи продолговато-яйцевидные, с зелёной срединной жилкой, продолженной в небольшое острие; околоцветные щетинки извилистые, много длиннее орешка. Орешек эллиптический, около 1 мм длиной, сжато-трёхгранный, с небольшим носиком. Цветение и плодоношение от августа до сентября.

## Распространение и экология
Дальний Восток. Растёт по глинистым выемкам и сырым глинистым лугам.